# لسیا بیلوزوب
لسیا بیلوزوب (انگلیسی: Lesia Bilozub؛ زادهٔ ۱ سپتامبر ۱۹۷۱) اسکیت‌باز سرعت اهل اتحاد جماهیر شوروی سوسیالیستی است.

## حرفه
وی همچنین یکی از اسکیت‌بازان سرعت در بازی‌های المپیک زمستانی ۱۹۹۸ بوده‌است.